# رادی مارکوسن
رادی مارکوسن (دانمارکی: Rudy Markussen؛ زادهٔ ۲۴ ژوئیهٔ ۱۹۷۷) بوکسور اهل دانمارک است.